# Carlos Hugo Aztarain
Carlos Hugo Aztarain (Buenos Aires, 1945) es un periodista y escritor argentino radicado en España.
Periodista que desde el año 1970 reside en la ciudad de Madrid, España. Colaborando en diversas publicaciones españolas (Diario 16, Hola, Diez Minutos, Cinema 2002, entre otras) y extranjeras como Cinelandia (México); Plateia y Cinema Novo (Portugal), Radiolandia, TV Guia, Antena (Argentina) y durante varios años fue corresponsal de The Hollywood Reporter (USA) y Heraldo del Cine (Argentina). Durante 16 años ha editado la revista profesional Euro-Movies International. En 2010 regresa a Argentina como corresponsal de EIG Multimedia (España) editora de las revistas: Cambio 16, CineArte 16, Cuadernos para el Diálogo. Es miembro de la Asociación de Cronistas Cinematográficos de la Argentina. Ha sido jurado en numerosos Festivales de Cine y Televisión.

## Libros publicados
- "Breve Cronolgía del Cine Argentino" (1975)
- "Ayer y Hoy del Cine Argentino" (1988)
- "Jean Gabin, 50 años de cine francés" (2005)

- Datos: Q5750600